# Scleria macrolomioides
Scleria macrolomioides är en halvgräsart som beskrevs av Hans Heinrich Pfeiffer. Scleria macrolomioides ingår i släktet Scleria och familjen halvgräs. Inga underarter finns listade i Catalogue of Life.